# Computer and Video Games
Computer and Video Games (CVG) war ein britisches Computerspielemagazin.

## Geschichte
Die Zeitschrift erschien 1981 erstmals beim Verlag EMAP und war weltweit das erste Magazin für Videospiele. Ab 1983 wurden mit den Golden Joystick Awards Computerspiele und deren Macher ausgezeichnet. 2001 wurde das Heft von Dennis Publishing gekauft.
2004 übernahm Future plc die CVG gemeinsam mit der PC Zone für 2,5 Millionen britische Pfund.
Nach Einstellung des Heftes wurde die Website computerandvideogames.com und der YouTube-Kanal noch bis Anfang 2015 weiterbetrieben.